# Barbara Frey (Schauspielerin, 1955)

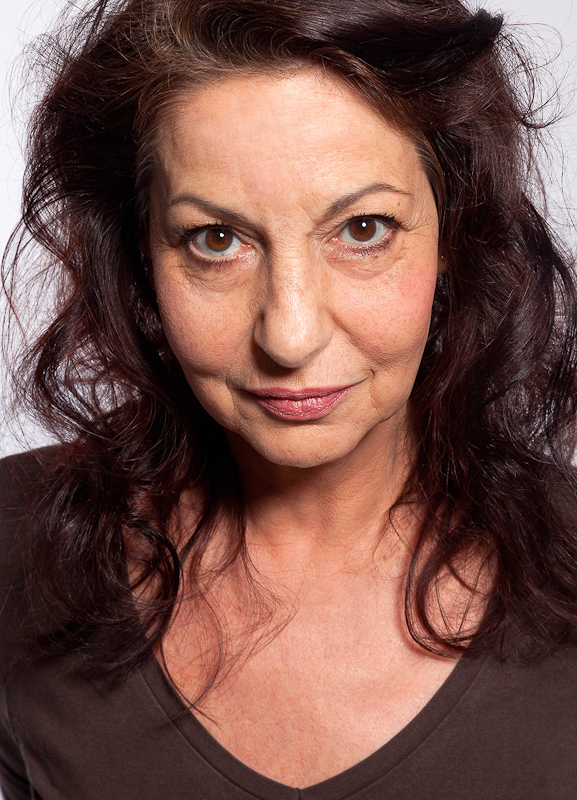
Barbara Frey 2011

Barbara Frey, mit dem Geburtsnamen Barbara Andrea Frey, auch Barbara A. Frey und Andrea Frey benannt (* 1. Mai 1955 in Stuttgart) ist eine deutsche Schauspielerin.

## Leben
Barbara Frey verbrachte ihre Kindheit in Stuttgart bei ihren Großeltern, danach war sie Gymnasialschülerin in mehreren Schulen und Internaten. Sie studierte 1974 bis 1977 mit Abschluss Schauspieldiplom an der Hochschule für Musik und Darstellende Kunst Stuttgart. Sie war 1977/78 Ensemblemitglied am Stadttheater Basel, Schauspiel Frankfurt, Thalia Theater Hamburg, Städtischen Bühnen Heidelberg, Staatliche Schauspielbühnen Berlin West bis 1990.
Ihre erste Theaterrolle spielte sie während ihres Studiums 1976 am Württembergischen Staatstheater Stuttgart, Intendant Claus Peymann, die Sketchkrankenschwester in Sonny Boys von Neil Simon, Regie Guido Huonder. Es folgte am Landestheater Tübingen die Doris Biber in dem Grips-Theater Stück Das hältste ja im Kopf nicht aus von Volker Ludwig.
Dazu kamen seit 1976 TV-Rollen beim WDR, u. a. in der Live-Aufzeichnung Der treue Otto mit Willy Millowitsch (als Andrea Frey), in Lemmi und die Schmöker und beim SWF und SDR. Auch finanzierte sie sich ihr Studium, indem sie zweimal wöchentlich nachmittags beim SDR Regional bis zur Abendschau als Fernsehansagerin agierte, bis ihr dies von ihrem Schauspieldirektor Felix Teutoburg Müller verboten wurde.
Für die Spielzeit 1977/78 wurde sie als Anfängerin von dem Intendanten Hans Hollmann und dem Dramaturg Klaus Völker am Stadttheater Basel engagiert.
Als Mitglied des Ensembles war ihre Antrittsrolle die Eve in Der zerbrochne Krug von Heinrich von Kleist, Regie Nicolas Brieger und diese Inszenierung wurde in der Fachzeitschrift Theater Heute im Heft 12, Dezember 1977 von Reinhard Stumm besprochen. In weiteren Rollen in Basel spielte sie u. a. die Marianne in Tartuffe von Molière an der Seite von Hilmar Thate als Tartuffe, Regie Bernard Sobel, und unter der Regie von Horst Zankl die Tochter Bertha in Der Vater von August Strindberg mit Karlheinz Böhm in der Titelrolle.
1978/79 folgte sie dem Ruf von Peter Palitzsch ans Schauspiel Frankfurt, Mitbestimmungs-Theater. In dessen Inszenierung, die für das Theater Treffen Berlin nominiert wurde, Der erste Tag des Friedens einem Vier-Personen Stück von Horst Laube, sie als Icka das Geschwisterpaar mit Burghart Klaußner war und sie spielte die Bianca in der Peter Palitzsch Inszenierung Othello von Shakespeare.
Hans Hollmann war es, der sie für seine Inszenierungen von Goethes Faust I und Faust II 1979/80 ans Thalia Theater Hamburg holte, dessen Intendant Boy Gobert sie in der darauffolgenden Spielzeit an die Staatlichen Schauspielbühnen Berlin ins Schillertheater folgte, wo sie bis 1984 Ensemblemitglied war. Hier spielte sie u. a. die Tochter Solange in der deutschen. Erstaufführung Sonnenstaub von Raymond Roussel, in der Inszenierung von Hans Hollmann, die im Theater Heute, Heft 7, Juli 1981 von Hanns Zischler besprochen wurde.
1984/85 wurde sie von Peter Stoltzenberg an die Städtische Bühne Heidelberg verpflichtet, wo sie an der Seite von Ulrich Tukur die weibliche Hauptrolle Helene in Die Rassen von Ferdinand Bruckner spielte unter der Regie von Jossi Wieler und in dessen nächster Inszenierung Was ihr wollt von Shakespeare war sie die Maria war.
Nach Berlin zurückgekehrt, engagierte sie von 1987 bis 1990 der Intendant Heribert Sasse an die Staatlichen Bühnen Berlins. Zu ihren Rollen zählten dort unter anderem die Hauptrolle Phöbe Zeitgeist in Blut am Hals der Katze von Rainer Werner Fassbinder, diese Inszenierung von Claus Andre erhielt den zweiten Preis beim Edinburgh International Festival 1988. Weiter Rollen waren u. a. die weibliche Hauptrolle Marie la Rousse in Posada von Walter Serner, Regie Thomas Reichert, und in der Übernahme mit Heribert Sasse die Gräfin Juli Imperiali in Die Verschwörung des Fiesko zu Genua von Friedrich Schiller.
Neben den festen Engagements spielte sie als Gast u. a. 1985 in Berlin an der Komödie am Kurfürstendamm, 1985/1986 am Theater der Freien Volksbühne West die Katja in Ein Monat auf dem Lande von Iwan Turgenjew inszeniert von Fred Berndt und am Stadttheater Regensburg 1992/93 in Endstation Sehnsucht von Tennessee Williams die Stella, Regie Eberhard Itzenplitz. Es folgten 2003 im Scheselong Berlin-Moabit, die Martha in Wer hat Angst vor Virginia Woolf von Edward Albee und 2009 am Brandenburger Theater mehrere Rollen in Rolf Hochhuths Wessis in Weimar und Molieres Tartuffe inszeniert von Christian Kneisel.
Im August 2014 spielte sie am BE Theater am Schiffbauerdamm in Sommer 14 von Rolf Hochhuth die Lady Jennie Randolph Churchill, die sie auch bereits 2010 an der Berliner Urania unter der Regie des Autors gab.
Neben ihrer Theaterarbeit wirkte sie in 40 Fernsehproduktionen mit, u. a. Wolffs Revier, Der letzte Zeuge, Liebling Kreuzberg und Das Traumschiff Norwegen.
Sie war in erster Ehe bis 1983 mit dem Journalisten und Autor Matthias Matussek, in zweiter Ehe mit dem Schauspieler Wolf Dieter Kabler und in dritter Ehe bis 1990 mit dem Umzugsunternehmer Klaus Zapf verheiratet. Sie lebt in Berlin und hat seit 1990 einen Sohn.

## Filmografie
- 1976: Direktion City
- 1981: Die Laurents
- 1983: Der Träumer
- 1986: Gauner im Paradies
- 1986: Aranka
- 1987: Mrs. Harris fährt nach Moskau
- 1988: Direction City
- 1991: Insel der Träume
- 1991: Der nächtliche Besucher
- 1992: Traumschiff – Norwegen
- 1993: Wolffs Revier – Roulette
- 1994: Ihre Exzellenz, die Botschafterin (Folge 1)
- 1995: Spreebogen
- 1995: Ein unvergessliches Wochenende – Nordsee
- 1995: Die Pilotinnen
- 1995: Inka Connection
- 1996: Liebling Kreuzberg – Eine nette Intrige
- 1996: Der Schattenmann – Janus
- 1996: Der Schattenmann – Mitten unter uns
- 1996: Im Namen des Gesetzes – Leerlauf
- 1996: Soko Classics 5113 – Der Tod der alten Dame
- 1996: Soko Classics 5113 – Außer Dienst
- 1996: Soko Classics 5113 – Stahlmann
- 1996: Soko Classics 5113 – Geruch
- 1996: Soko Classics 5113 – Ein interessanter Typ
- 1996: Ein Bayer auf Rügen – Vetternwirtschaft
- 1997: Frauenarzt Dr. Markus Merthin – Verwechslung
- 1997: Soko 5113 – Das große und das kleine Geld
- 1997: Soko 5113 – Das Lächeln des Verräters
- 1997: Die Geliebte/Lust auf Liebe – Wer zuletzt weint
- 1998: Das vergessene Leben
- 1998: Tatort – Blick in den Abgrund
- 1999: Der letzte Zeuge – Schwebende Engel
- 1999: Für alle Fälle Stefanie – Am Ende der Schuld
- 1999: Für alle Fälle Stefanie – Preis der Liebe
- 1999: Gefährliche Hochzeit
- 2007: KIKA – Kein Zurück
- 2009: Zwischen heute und morgen
- 2011: Familie Dr. Kleist – Anfänge

## Theaterrollen
| Jahr             | Titel                                             | Autor                    | Rolle                                                                | Regisseur                                       | Theater                                                                              |
| ---------------- | ------------------------------------------------- | ------------------------ | -------------------------------------------------------------------- | ----------------------------------------------- | ------------------------------------------------------------------------------------ |
| 1975             | Sonny Boys                                        | Neil Simon               | Sketch Krankenschwester                                              | Guido Huonder                                   | Württembergisches Staatstheater Stuttgart                                            |
| 1976/77          | Das Hälste ja im Kopf nicht aus                   | Volker Ludwig            | Doris Bieber                                                         | Falko Gottsberg                                 | LTT Landestheater Tübingen                                                           |
| 1977/78          | Der zerbrochene Krug                              | Heinrich von Kleist      | Eve                                                                  | Nicolas Brieger                                 | Stadttheater Basel                                                                   |
| 1977778          | Der Vater                                         | August Strindberg        | Tochter Bertha                                                       | Horst Zankl                                     | Stadttheater Basel                                                                   |
| 1977/78          | Tartuffe                                          | Moliere                  | Marianne                                                             | Bernard Sobel                                   | Stadttheater Basel                                                                   |
| 1977/78          | Don Juan                                          | Moliere                  | Mathurine                                                            | Bernard Sobel                                   | Stadttheater Basel                                                                   |
| 1977/78          | Komödie der Eitelkeit                             | Elias Canetti            | Puppi                                                                | Hans Hollmann                                   | Stadttheater Basel                                                                   |
| 1977/78          | Regenbogen                                        | Paul Butghardt           | Lizzy                                                                | Martin Markun                                   | Stadttheater Basel                                                                   |
| 1978/79          | Der erste Tag des Friedens                        | Horst Laube              | Icka                                                                 | Peter Palitzsch                                 | Schauspiel Frankfurt                                                                 |
| 1978/79          | Othello                                           | William Shakespeare      | Bianca                                                               | Peter Palitzsch                                 | Schauspiel Frankfurt                                                                 |
| 1978/79          | Ödipus (Übernahme für C. H.)                      |                          | Charissme                                                            | Hans Neuenfels                                  | Schauspiel Frankfurt                                                                 |
| 1979/80          | Faust I                                           | Johann W. von Goethe     | Lieschen                                                             | Hans Hollmann                                   | Thalia Theater Hamburg                                                               |
| 1979/80          | Faust II                                          | Johann W. von Goethe     | Pulcinelle                                                           | Hans Hollmann                                   | Thalia Theater Hamburg                                                               |
| 1980             | Der letzte Schuss                                 | Drogenjugendstück        | Petra                                                                | Gerhard Weber                                   | Saarländisches Staatstheater Saarbrücken                                             |
| 1980/81/82/83/84 | Sehnsucht                                         | Eugen Roth               | Sonja                                                                | Dietmar Pflegerl                                | Staatliche Bühnen West-Berlins/Schlosspark-Theater                                   |
| 1980/81/82/83/84 | Sonnenstaub                                       | Raimond Roussel          | Solange                                                              | Hans Hollmann                                   | Staatliche Bühnen West-Berlins/Schiller-Theater                                      |
| 1980/81/82/83/84 | Orpheus in der Unterwelt                          | Jacques Offenbach        | Venus                                                                | Hans Hollmann                                   | Staatliche Bühnen West-Berlins/Schiller-Theater                                      |
| 1980/81/82/83/84 | Schauspieler Reden                                | Peter Fischer            | Die Braut                                                            | Peter Fischer                                   | Staatliche Bühnen West-Berlins/Schiller-Werkstatt-Theater                            |
| 1980/81/82/83/84 | Alle Vögel alle                                   | Walter Höllerer          | Jenny                                                                | Eike Meewes                                     | Staatl Bühnen West-Berlins/Schiller-Werkstatt-Theater                                |
| 1980–1984        | Nebeneinander                                     | Georg Kaiser             | Dame                                                                 | Staatl. Bühnen West-Berlins/Schlosspark-Theater |                                                                                      |
| 1980–1984        | Der Balkon                                        | Jean Genet               | Die Diebin                                                           | Hans Neuenfels                                  |                                                                                      |
| 1984/85          | Die Rassen                                        | Ferdinand Bruckner       | Helene                                                               | Jossi Wieler                                    | Theater der Stadt Heidelberg                                                         |
| 1984/85          | Celestina                                         | F. de Rochas             | Melibea                                                              | Ralf Nürnberger                                 | Theater der Stadt Heidelberg                                                         |
| 1984/85          | Was ihr wollt                                     | William Shakespeare      | Maria                                                                | Jossi Wieler                                    |                                                                                      |
| 1985/86          | Ein Monat auf dem Lande                           | S. Turgenjew             | Katja                                                                | Fred Berndt                                     | Freie Volksbühne Berlin West                                                         |
| 1986             | Wenn schon, denn schon                            | Ray Cooney               | Maria                                                                | Wolfgang Spier                                  | Komödie am Kurfürstendamm Berlin                                                     |
| 1986/87          | Ghetto                                            | Joshua Sobol             | Chaja                                                                | David Levin                                     | Bühnen der Stadt Bielefeld                                                           |
| 1987             | Lysistrate                                        | nach Aristophanes/Müller | Myrrhine                                                             | Achim Grubel/Müller                             | Spandauer Sommertheater an der Zitadelle Berlin                                      |
| 1987/88/89/90    | Die Verschwörung des Fiesko zu Genuea (Übernahme) | Friedrich Schiller       | Julia, Gräfin Imperiali                                              | Heribert Sasse                                  | Staatl. Bühnen West-Berlins/Schiller-Theater                                         |
| 1987–1990        | Blut am Hals der Katze                            | Rainer Werner Fassbinder | Phöbe Zeitgeist                                                      | Klaus Andre                                     | Staatl. Bühnen West-Berlins/Schiller-Werkstatt/Edinburgh International Festival 1988 |
| 1987–1990        | Einer für alles                                   | Allen Ayckbourn          | Fay                                                                  | Rosemarie Fendel                                | Staatl. Bühnen West-Berlins/Schlosspark-Theater                                      |
| 1987–1990        | Das Liebeskonzil                                  | O. Panizza               | Vanozza                                                              | Franz Marijnen                                  | Staatl. Bühnen West-Berlins / Schiller-Theater                                       |
| 1987–1990        | Vinzens, oder die Freundin berühmter Männer       | Robert Musil             | Die Freundin                                                         | Dietmar Pflegerl                                | Staatl. Bühnen West-Berlins/Schlosspark-Theater                                      |
| 1987–1990        | Die Kleinbürger                                   | Maxim Gorki              | Cvetava                                                              | Harald Clemen                                   | Staatl. Bühnen West-Berlins/Schlosspark-Theater                                      |
| 1990             | Elisabeth II                                      | Thomas Bernhard          | Die Dame mit dem roten Hut                                           | Nils-Peter Rudolph                              | Staatl. Bühnen West-Berlins/Schiller-Theater                                         |
| 1992/93          | Endstation Sehnsucht                              | Tennessee Williams       | Stella                                                               | Eberhard Itzenplitz                             | Städtische Bühnen Regensburg                                                         |
| 1994             | Bindung 6. Grades                                 | J. Guare                 | Kitty                                                                | Martin Wölffer                                  | Komödie am Kurfürstendamm Berlin                                                     |
| 2003             | Wer hat Angst vor Virginia Woolf                  | Edgar Allbee             | Martha                                                               | Karin Weber                                     | Scheselong-Theater Berlin-Moabit                                                     |
| 2006             | Jedermann                                         | Hugo von Hoffmanstahl    | Schuldknechts Weib                                                   | Brigitte Grothum                                | Tournee VIB Veranstaltungen / auf Tournee                                            |
| 2009             | Wessis in Weimar                                  | Rolf Hochhuth            | Hildegard/Schließerin / Leutheusser-Schnarrenberger/Ruth/Professorin | Christian Kneisel                               | Brandenburger Theater/Havel                                                          |
| 2009             | Sommer 14                                         | Rolf Hochhuth            | Lady Randolph Churchill                                              | Rolf Hochhuth                                   | Urania Berlin                                                                        |
| 2012             | Moliéres Tartuffe                                 | Rolf Hochhuth            | Armande                                                              | Christian Kneisel                               | Brandenburger Theater/Havel                                                          |
| 2012             | Moliéres Tartuffe                                 | Rolf Hochhuth            | Armande                                                              | Christian Kneisel                               | Admiralspalast Berlin\Deutsch-Jüdisches Theater                                      |
| 2014             | Sommer14                                          | Rolf Hochhuth            | Lady Jennie Randolph Churchill                                       | Torsten Münchow                                 | BE Theater am Schiffbauerdamm Berlin                                                 |

## Hörspiele
- 1985: Hessischer Rundfunk "Ohne Geld singt der Blinde nicht" – Teil 2
- 1991: SFB "Jonny Hilversums Frauen"
- 1995: Südwestfunk "Das Bildnis des Dorian Gray (Teil 1 + 2) – 2 vor Mitternacht
- 1996: Radio Bremen "Wie beim Sprechen"
- 1999: Hessischer Rundfunk "Dreimal Deutschland"

## Lesungen
| Jahr      | Titel                               | Autor                              | Regisseur               | Veranstaltungsort                     |
| --------- | ----------------------------------- | ---------------------------------- | ----------------------- | ------------------------------------- |
| 2005/2006 | Klara Höfels Theater-Stückemarkt    | Erstes Autorentheater Berlin       | Gabriele Jakobi         | Literaturhaus Fasanenstr., Berlin     |
| 2006      | Melancholie                         | u. a. Schiller, Hölderlin          | Hermann Treusch         | Neue National Galerie Berlin          |
| 2007/2009 | Wind und Licht                      | Nadine Ribault                     | Isabelle Azoulay        | Galerie 1er Étage, Berlin             |
| 2009      | Teure Freundin                      | Tschaikowski & Nadeshda v. Meck    | Harald Arnold           | Brandenburger Theater                 |
| 2010      | Dr. Schiwago                        | Boris Pasternak                    | Jürgen Tomm             | Buchhändlerkeller, Carmerstr. Berlin  |
| 2010      | Autobiografie                       | Tilla Durieux                      | Jörg Aufenanger         | ImWestenWasNeues – "Vor Ort", Berlin  |
| 2011      | Alte Liebe. Geschichten             | Elke Heidenreich                   | Harald Arnold           | Brandenburger Theater                 |
| 2012      | Stillgelegte Strecke                | Annemarie Zornack                  | Beppo Disiati           | Buchhändlerkeller, Carmerstr. Berlin  |
| 2012      | Er und ich                          | Christa Wolf                       | Harald Arnold           | Brandenburger Theater                 |
| 2012      | Liebste Schwester – Liebster Bruder | Friedrich der Große und Wilhelmine | Harald Arnold           | Brandenburger Theater                 |
| 2014      | Undine geht                         | Ingeborg Bachmann                  | Johanna Binger Hochhuth | Büchergilde am Wittenbergplatz Berlin |